# Alawalpur
Alawalpur là một thành phố và là nơi đặt hội đồng đô thị (municipal council) của quận Jalandhar thuộc bang Punjab, Ấn Độ.

## Địa lý
Alawalpur có vị trí 31°26′B 75°39′Đ / 31,43°B 75,65°Đ Nó có độ cao trung bình là 232 mét (761 foot).

## Nhân khẩu
Theo điều tra dân số năm 2001 của Ấn Độ, Alawalpur có dân số 7172 người. Phái nam chiếm 52% tổng số dân và phái nữ chiếm 48%. Alawalpur có tỷ lệ 73% biết đọc biết viết, cao hơn tỷ lệ trung bình toàn quốc là 59,5%: tỷ lệ cho phái nam là 77%, và tỷ lệ cho phái nữ là 69%. Tại Alawalpur, 12% dân số nhỏ hơn 6 tuổi.